# Anders Wingård

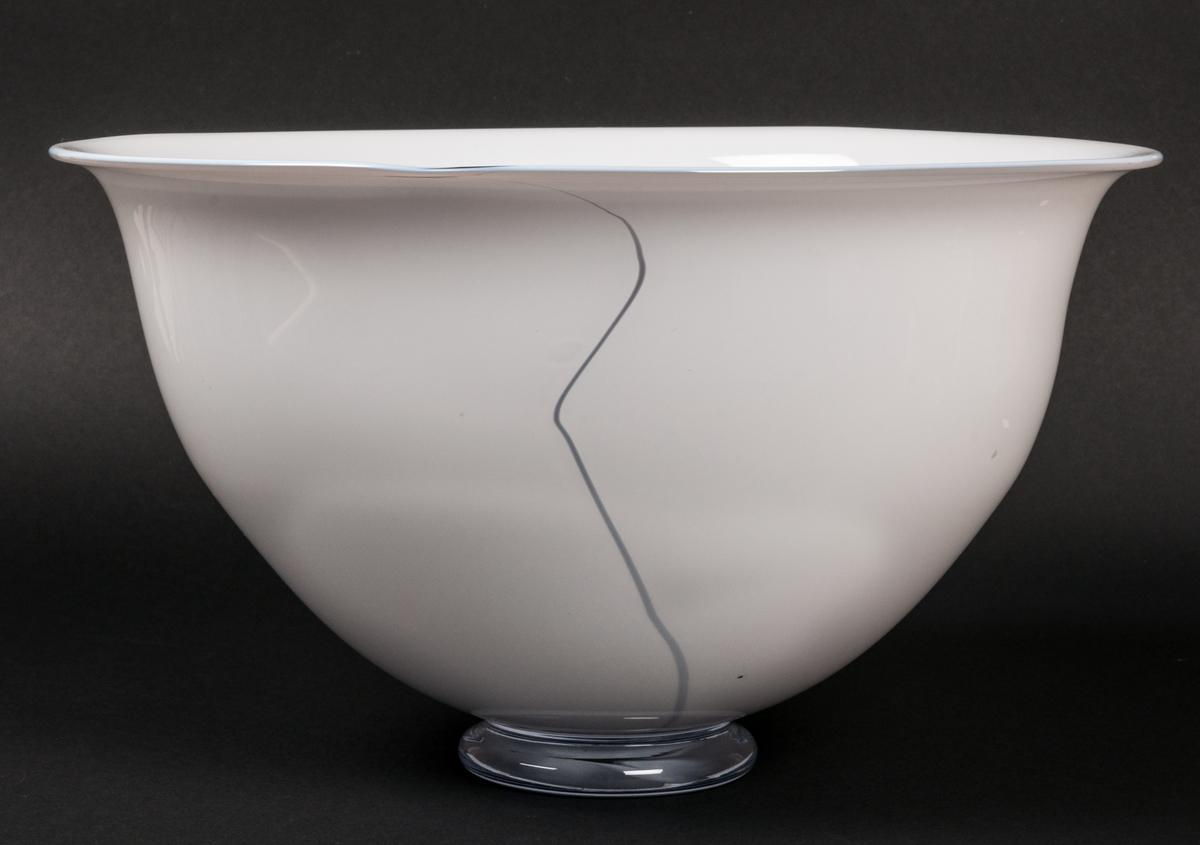
Skål i glas, formgivare Anders Wingård, 1980-tal

Anders Wingård är en svensk glaskonstnär född 1946. Wingård driver sedan 1986 egen glashytta och butik i Baskemölla.

## Utbildning
- sociologi vid Stockholms universitet 1964-1965
- Konstfack i Stockholm 1966-1967
- Glasskolan i Orrefors 1970-1971

## Stipendier
- Sveriges Bildkonstnärsfond 1986, 1988, 1991 och 1996
- Sven Palmqvists Minnesstipendium 1991
- Kristianstads Läns Landstings Kulturstipendium 1994
- Simrishamns kommuns kulturpris 1998

## Offentliga utsmyckningar
- Östfoldhallen Fredrikstad, Norge
- KF, Vällingby Centrum, Stockholm.

## Representerad på
- Nationalmuseum[1][2] i Stockholm
- Östergötlands museum, Linköping
- Gävleborgs länsmuseum[3], Gävle
- Helsingborgs museum[4]
- Smålands museum[5], Växjö
- Statens konstråd, Stockholm